# BS 엄마와 함께
《BS 엄마와 함께》(일본어: BSおかあさんといっしょ)는